# NGC 3847
NGC 3847 (również NGC 3856, PGC 36504 lub UGC 6708) – galaktyka eliptyczna (E), znajdująca się w gwiazdozbiorze Wielkiej Niedźwiedzicy. Jest to galaktyka z aktywnym jądrem typu LINER.
Odkrył ją John Herschel 3 kwietnia 1831 roku. Prawdopodobnie tę samą galaktykę obserwował też Heinrich Louis d’Arrest 8 maja 1864 roku, jednak nie podał dokładnej pozycji, mimo to John Dreyer skatalogował jego obserwację jako NGC 3856.
W galaktyce tej zaobserwowano supernową SN 2011ho.